# Cristian Buican
Cristian Buican (n. 16 septembrie 1966, Perișani, România) este un deputat român, ales în 2008 din partea Partidului Național Liberal. 